# Biltse Duinen
De Biltse Duinen is een natuurgebied tussen Bilthoven, Bosch en Duin, een camping en een golfbaan. De duinen liggen aan de zuidkant van het chaletpark Bospark Bilthoven en worden aan de oostzijde begrensd door de Biltseweg en aan de zuidzijde door het Molshoopbos en het Panbos. De Biltse Duinen zijn aangewezen als beschermd gemeentelijk landschapsmonument.
Het gebied bestaat uit bos en stuifzandvlaktes. Het is het overblijfsel van een groot stuifzandlandschap dat zich eerder uitstrekte van De Bilt tot Den Dolder. In het gebied is de ontwikkeling van het stuifzandlandschap naar bos goed zichtbaar. Tussen 1933 en 1980 was in het gebied het Bilthovense natuurbad. In de jaren erna wordt het gebied door de gemeente verpacht aan oudhockeyinternational Freddie Hooghiemstra. Deze vormde het gebied om tot Golf & Country Club de Biltse Duinen. De sinds 1987 bestaande plannen om nog meer gebied bij de golfbaan te trekken werden door de vereniging 'Vrienden van de Biltse Duinen' en het IVN De Bilt voorkomen. In 2008 en 2009 kwam een groot deel van de Biltse Duinen in beheer van Utrechts Landschap. De Biltse Duinen vormen een schakel tussen de natuurgebieden in Bosch en Duin en het Panbos in de ecologische hoofdstructuur van Nederland. In 2011 kwam ook het naastgelegen Okkersbos in beheer van Utrechts Landschap.
Amerongse Bos
· Amerongse Bovenpolder
· Landgoed Beerschoten
· Beukenburg
· Biltse Duinen
· Birkhoven
· Blauwe Kamer
· Blikkenburg
· Bloeidaal
· Bornia
· Bosch en Duin
· Breeveen
· Broekerbos
· Buitenplaatsen Driebergseweg
· Dartheide
· Elster Buitenwaarden
· Grebbeberg
· Heidestein
· Hoge Ginkel
· Hooge Kampse Plas
· Hoog Moersbergen
· Houdringe
· Juliusput
· Kasteelbos Renswoude
· De Kievit
· Kooilust
· Kozakkenput
· De Krakeling
· Laarsenberg
· De Leyen
· Lockhorsterbos
· Lunenburgerwaard
· Maartensdijkse Bos
· Middelwaard
· Moersbergen
· Niënhof
· Noordhout
· Okkersbos
· Oostbroek
· Over-Holland
· Palmerswaard
· De Paltz
· Panbos
· Plantage Willem III
· Pleinesbos
· De Pol
· Ridderoordse Bos
· Sandenburg
· Sandwijck
· De Schammer
· Stameren
· Landgoed Stoutenburg
· Viaanse Bos
· Viaanse polders en uiterwaarden
· Vikinghof
· Park Vliegbasis Soesterberg
· Vijverbos
· Vijverhof
· Voordorpse polder
· Willem Arntszbos
· Witte Hull
· De Woerd
· Wulperhorst
· Zeisterbos